# Calle del Capitán Arenas
La calle del Capitán Arenas es una calle de los barrios de Pedralbes y Sarriá de Barcelona (España). Une la plaza de la Reina María Cristina con la calle de Fontcoberta y está interseccionada por el paseo de Manuel Girona. Debe su nombre al militar español Félix Arenas Gaspar, conocido como Capitán Arenas, que recibió póstumamente la Cruz Laureada de San Fernando por sus acciones durante el Desastre de Annual. El nombre actual, aprobado el 26 de julio de 1928, fue solicitado por la Comandancia General de Ingenieros. En ella se encuentra el Santuario de Santa Gema y la Residencia de Oficiales de Barcelona.